# Braccialetti rossi (colonna sonora)
La colonna sonora è composta da tre album: Braccialetti rossi (2014), Watanka! (2014) e Braccialetti rossi 2 (2015).

## Braccialetti rossi
Braccialetti Rossi è una raccolta di canzoni edite e inedite curate da Niccolò Agliardi, pubblicata dalla casa discografica Carosello in formato digitale il 21 gennaio 2014 e distribuito in versione fisica nei negozi e nelle edicole a partire dal 28 gennaio.
L'edizione su CD comprende 16 tracce (12 nella versione digitale) di cui 11 inediti. 9 brani sono scritti da Niccolò Agliardi: 3 interpretati dall'autore stesso, 6 da vari artisti italiani.

### Singoli
Il primo singolo estratto è stato Braccialetti rossi (io non ho finito) di Niccolò Agliardi, estratto in radio il 19 dicembre 2013 e pubblicato su iTunes il 10 gennaio 2014, accompagnato da un videoclip che propone alcune scene della serie, nuove sequenze inedite e alcuni momenti di dietro le quinte. Sia il brano che il videoclip sono stati realizzati da Agliardi insieme al gruppo musicale The Hills composto da Giacomo Ruggeri e Max Elli (chitarre), Andrea Torresani (basso), Tommaso Ruggeri (batterie) e Francesco Lazzari (Piano-Rhodes). Il secondo singolo estratto è stato Conta, estratto il 12 febbraio 2014; la canzone è uno degli inediti scritti da Agliardi ed è interpretata da Francesco Facchinetti, che ritorna sulle scene musicali dopo sette anni di assenza.

### Tracce
1. Niccolò Agliardi & The Hills – Braccialetti rossi (Io non ho finito) – 3:50 (Niccolò Agliardi) – brano inedito
2. Niccolò Agliardi & The Hills – Tifo per te – 3:21 (Niccolò Agliardi, Giacomo Ruggeri, Max Elli, Andrea Torresani, Tommaso Ruggeri, Francesco Lazzari) – brano inedito
3. Laura Pausini – Mi tengo (solo su CD) – 3:37
4. Ermal Meta – Tutto si muove – 4:03 (Ermal Meta) – brano inedito
5. Emma – Acqua e ghiaccio (solo su CD) – 3:54 (testo: Niccolò Agliardi, Giacomo Ruggeri, Max Elli, Andrea Torresani, Tommaso Ruggeri, Francesco Lazzari – musica: Matteo Bassi)
6. Tiziano Ferro – Non me lo so spiegare (solo su CD) – 3:57 (Tiziano Ferro)
7. Francesco Facchinetti – Conta – 2:44 (Niccolò Agliardi, Giacomo Ruggeri, Max Elli, Andrea Torresani, Tommaso Ruggeri, Francesco Lazzari) – brano inedito
8. Emis Killa – Lettera dall'inferno – 3:44 (testo: Giambelli – musica: Dagani)
9. Greta Manuzi – Una storia lontana – 3:26 (Niccolò Agliardi, Giacomo Ruggeri, Max Elli, Andrea Torresani, Tommaso Ruggeri, Francesco Lazzari) – brano inedito
10. Edwyn Roberts – Sogni col motore – 4:18 (Niccolò Agliardi, Giacomo Ruggeri, Max Elli, Andrea Torresani, Tommaso Ruggeri, Francesco Lazzari) – brano inedito
11. Niccolò Agliardi & The Hills – La porta – 3:46 (Niccolò Agliardi, Giacomo Ruggeri, Max Elli, Andrea Torresani, Tommaso Ruggeri, Francesco Lazzari) – brano inedito
12. Il Cile – Non mi dimentico (solo su CD) – 3:15 (Niccolò Agliardi, Giacomo Ruggeri, Max Elli, Andrea Torresani, Tommaso Ruggeri, Francesco Lazzari) – brano inedito
13. Simone Patrizi – A parole mie – 3:28 (Niccolò Agliardi, Giacomo Ruggeri, Max Elli, Andrea Torresani, Tommaso Ruggeri, Francesco Lazzari) – brano inedito
14. Vasco Rossi – Ogni volta – 4:14 (Vasco Rossi)
15. Marco Velluti – Il mare dentro di te – 3:24 (testo: Marco Velluti – musica: Stefano Lentini) – brano inedito
16. Stefano Lentini – Main Theme – 3:32 (musica: Stefano Lentini) – brano inedito

### Classifiche
| Classifica (2014) | Posizione massima |
| ----------------- | ----------------- |
| Italia            | 2                 |

## Watanka
Watanka! è una raccolta delle musiche originali scritte e orchestrate da Stefano Lentini, pubblicata dalla casa discografica Edizioni Curci in formato digitale il 21 marzo 2014 e e composta da 17 tracce orchestrali.

### Tracce
Musiche di Stefano Lentini
1. Main Theme (Braccialetti Rossi) – 3:36
2. Nascita del gruppo – 1:40
3. L'imprescindibile (Tema di Rocco) – 2:09
4. Padri – 4:00
5. Il campo di calcio (Tema di Davide) – 1:35
6. Rosso ora – 1:50
7. Watanka! – 3:07
8. Primo Respiro – 2:00
9. Lo sguardo (Tema di Vale) – 1:53
10. Un sorriso delicato (Tema di Cris) – 3:01
11. Il furbo (Tema di Toni) – 1:41
12. Dopo – 2:27
13. Il Leader (Tema di Leo) – 3:21
14. Rosso dentro – 1:35
15. Aspettare – 2:09
16. La Piscina – 2:09
17. Madri – 3:48

## Braccialetti rossi 2
Braccialetti rossi 2 è una raccolta di canzoni edite e inedite curate da Niccolò Agliardi, pubblicata dalla casa discografica Carosello il 27 gennaio 2015 in formato digitale e in versione fisica nei negozi.
L'edizione su CD comprende 13 tracce (12 nella versione digitale) di cui 9 inediti. 8 brani sono scritti da Niccolò Agliardi, alcuni interpretati dall'autore stesso, altri da vari artisti italiani. Il primo singolo estratto è stato Il bene si avvera (ci sono anch'io), estratto in radio il 16 gennaio 2015 e pubblicato su iTunes.

### Tracce
1. Niccolò Agliardi & The Hills – Il bene si avvera (ci sono anch'io) – 3:56 (Niccolò Agliardi, The Hills) – brano inedito
2. Niccolò Agliardi, Edwyn Roberts & L'Aura – Acrobati – 3:21 (Niccolò Agliardi, The Hills) – brano inedito
3. Francesco Facchinetti, Greta Manuzi & Niccolò Agliardi – L'inizio del mondo (sigla) – 3:24 (Niccolò Agliardi, The Hills) – brano inedito
4. Emis Killa – Mercurio – 2:43 (testo: Giambelli – musica: Dagani)
5. Emma – Se rinasci (Semi-Acoustic) – 3:50 (testo: Niccolò Agliardi – musica: Dario Faini)
6. Francesco De Gregori – Buonanotte fiorellino (solo su CD) – 2:55 (Francesco De Gregori)
7. Niccolò Agliardi & The Hills – Non importa veramente – 3:56 (Niccolò Agliardi, The Hills) – brano inedito
8. Roberto Vecchioni – Non lo so – 4:07 (Niccolò Agliardi, The Hills) – brano inedito
9. Ermal Meta & Niccolò Agliardi – Volevo perdonarti, almeno – 3:48 (Niccolò Agliardi, The Hills) – brano inedito
10. Alessandro Casillo – Ti do la mia memoria – 3:46 (Niccolò Agliardi, The Hills) – brano inedito
11. Niccolò Agliardi & The Hills – Braccialetti rossi (Io non ho finito) – 3:50 (Niccolò Agliardi & The Hills)
12. Paola Turci – Tulipani - 4:21 – 4:21 (Niccolò Agliardi & The Hills) – brano inedito
13. Stefano Lentini – Main Theme 2015 – 6:44 (Stefano Lentini) – brano inedito

### Classifiche
| Classifica (2015) | Posizione massima |
| ----------------- | ----------------- |
| Italia            | 2                 |